# Ciekawe czasy
Ciekawe czasy (ang. Interesting Times) – humorystyczna powieść fantasy Terry’ego Pratchetta, siedemnasta część cyklu Świat Dysku, wydana w 1994 r. (polskie wydanie Prószyński i S-ka 2003, ISBN 83-7337-292-X). Powieść ta jest piątą częścią podcyklu o Rincewindzie, magu-nieudaczniku.
Powieść przedstawia misję Rincewinda, który zostaje wysłany na Kontynent Przeciwwagi w celu zasłużenia sobie na tytuł maga. Tam spotyka Cohena Barbarzyńcę i jego Srebrną Ordę (grupę bohaterów w podeszłym wieku), która planuje ukraść Imperium Agatejskie, wielkie państwo będące nawiązaniem do Dalekiego Wschodu w Świecie Dysku.